# Light Tank Mk II
Der Light Tank Mk II (A4) war ein leichter, britischer Kampfpanzer, der in Kleinserie gebaut wurde und aus einer Reihe von Erprobungsmodellen der Mk. I – Serie hervorging.

## Entwicklung
Von den leichten Tanketten kommend, wurde Ende der 1920er Jahre in Großbritannien seitens der Rüstungsindustrie mit der Entwicklung leichter Kampfpanzer begonnen. Hierbei war der Light Tank Mk I der erste Versuch, einen gepanzerten, geschlossenen Gefechtsturm mit einer Maschinengewehrbewaffnung auf ein vollgepanzertes Fahrzeug zu setzen.
Als Mk I wurden verschiedene Prototypen mit unterschiedlichen technischen Lösungen gefertigt. Der neue Typ basierte auf den als besten erachteten Lösungsansätzen, vom Mk IA kommend, berücksichtigte man aktuelle Forderungen des britischen Militärs. Die Wanne wurde gekürzt und höher gestaltet. Damit schaffte man einen geräumigeren Kampfraum.
Das neue Modell der Typenreihe (A4), welches im Jahr 1929 entwickelt wurde, erhielt die Bezeichnung Light Tank Mk II (A4).

## Technische Beschreibung
Im Vergleich zu den Panzerfahrzeugen des Ersten Weltkrieges wurde bei geringerer Stärke der Panzerplatten ein gleichbleibender Panzerschutz für die Besatzung erreicht, indem Panzerplatten mit einem neuen Verfahren von Krupp verwendet wurden. Diese wurden als Krupp Cemented Armour (kurz: KCA) bezeichnet und übertrafen den Schutz von einfach homogenisiertem Stahl, der zuvor der hochwertigste Panzerstahl war. Mit diesem Material konnte die Panzerung an der Fahrzeugfront auf 10 mm und an den Seiten auf 4 mm reduziert werden.
Angetrieben wurde der Mk. II durch einen neu entwickelten 6-Zylinder Rolls-Royce-Benzinmotor, welcher 66 PS (49 kW) lieferte. Die Kraftübertragung erfolgte mit einem Wilson-Getriebe mit Vorwähler. Mit dieser Antriebskombination erreichte das Fahrzeuge eine Geschwindigkeit von maximal 48 km/h auf der Straße und 30 km/h im Gelände. Die Reichweite betrug auf der Straße 279 km. Die Fahrwerksfederung bestand aus Schraubenfedern. Drei Stützlaufrollen führten die Kette wieder nach vorne.
Die Besatzung, welche aus dem Fahrer und Kommandanten bestand, war auf der linken Seite des Panzers platziert. Auch der Turm (No.1 Mk. I) war leicht nach links versetzt und verfügte über ein .303 (7,7 mm) Vickers-Maschinengewehr mit Wasserkühlung, einem Pistolengriff und einem Trommelmagazin. Dadurch beanspruchte es deutlich weniger Platz. Das MG wurde durch eine 10 mm Frontpanzerung geschützt. Insgesamt wurden 4.000 Schuss Munition mitgeführt. Die leeren Hülsen wurden in einem Segeltuchsack außerhalb des Turmes unter dem MG aufgefangen, um das Blockieren des Turmes zu verhindern. Der Turm selber war rechteckig und groß genug, um neben der Bewaffnung noch ein Funkgerät mitführen zu können. Der Turm verfügte über keinerlei Lüftungsschlitze, doch konnte die Abdeckplatte der Dachluke zur Seite geschoben werden.

## Produktion
Die Modelle Mk II (16 Fahrzeuge) und Mk IIB (21 Fahrzeuge) wurden vom Vickers-Armstrong Konzern gefertigt. Die Fahrzeuge des Modells Mk IIA (29 Fahrzeuge) wurden bei Royal Arsenal of Woolwich produziert.
Die ersten drei Fahrzeuge der neuen Mk II Panzer erhielten als Prototypen die Bezeichnungen A4 E13, A4 E14 und A4 E15.
Die ersten drei Fahrzeuge des Mk IIA bekamen die Prototypenbezeichnungen A4 E16, A4 E17 und A4 E18.

## Varianten

### Mk II
Abgesehen von den Fahrzeugen der Kleinserie wurden entweder ein oder zwei Fahrzeuge mit wasserfest abgedichteten Nieten und Dichtungen gebaut. Diese erhielten zusammenklappbare Schwimmkörper aus Mahagoni-Holz und einen Außenbordmotor. In Portsmouth erfolgte eine Erprobung. Das Fahrzeug mit den Schwimmkörpern erreichte eine Geschwindigkeit von 3 Knoten.

### Mk IIA

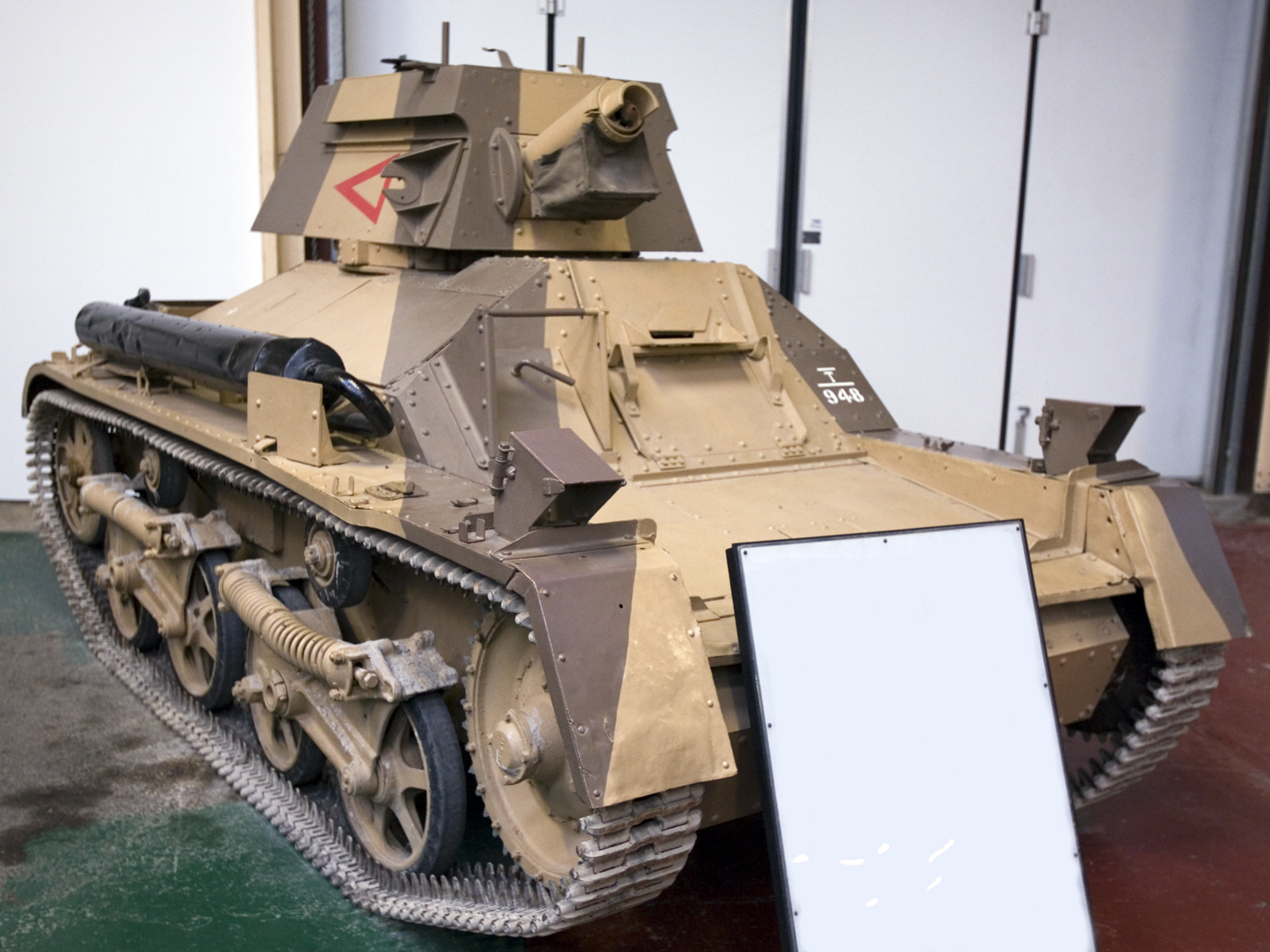
Light Tank Mk IIA im Panzermuseum Bovington

Vom Mk IIA wurden bei Royal Arsenal of Woolwich 29 Fahrzeuge produziert, die für einen Einsatz in Indien vorgesehen waren und deshalb ein verbessertes Kühlsystem erhielten. Gleichzeitig wurde ein stärkerer 6-Zylinder-Motor von Meadows mit einer Leistung von 85 PS eingebaut. Das Wilson-Getriebe wurde entfernt und durch ein nicht-synchronisiertes Getriebe ersetzt. Um die Reichweite zu erhöhen, wurde ein zweiter Treibstofftank eingebaut. Einer befand sich auf dem rechten Kettenschutz, der andere war ein gepanzerter Tank auf der hinteren, schrägen Platte.
Um die tropischen Temperaturen im Fahrzeug erträglicher zu machen, wurden am Turm (No.1 Mk. II) und in der Wanne Lüftungsschlitze eingeschnitten. Auch wurde die Schiebedachluke entfernt und durch zwei aufklappbare Luken ersetzt. Beim Fahrwerk wurde auf eine Stützlaufrolle verzichtet und die Kette wurde nun wieder über zwei Rollen nach vorne geführt.

### Mk IIB
Der Mk IIB war dem Mk IIA ähnlich, hatte allerdings auf dem Turm noch einen quadratischen, nicht drehbaren Aufbau. Der hintere Tank entfiel zugunsten eines großen Kraftstofftanks auf dem rechten Kettenblech. Es gab einen Geschossabweiser, einen Rolls-Royce-Motor und ein Doppelfedersystem.

## Einsatz

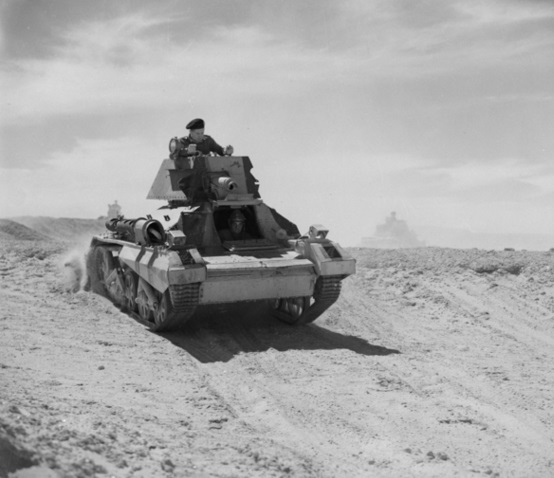
Neuseeländischer MK. IIA bei der Ausbildung in Waadi Digla

In erster Linie war der Mk II für Polizei- und Sicherungsaufgaben in den Kolonien beschafft worden. Als Fahrzeuge für einen größeren militärischen Konflikt waren sie nicht vorgesehen.

### Kolonialtruppen
Bis zum Jahr 1941 wurden die meisten Mk II nach Ostafrika verschifft. Dabei nahmen sie an einigen Operationen gegen die italienischen Kolonien in Abessinien und Eritrea teil. Hier wurden diese zur Unterstützung australischer Infanterieeinheiten eingesetzt und als hilfreiche Unterstützung bewertet. Die Panzerung der Mk II hielt den italienischen L3/33 in der Regel stand, da diese nur mit Maschinengewehren ausgerüstet waren.

### Nordafrika
Nach den erfolgreichen Einsätzen in den Kolonien, wurden einige Mk II auch nach Ägypten und Libyen verlegt. Dort wurden sie dann bereits 1942 durch neues Gerät ersetzt. Da die Panzer als schnelle Aufklärungsfahrzeuge genutzt wurden, waren sie immer wieder in jeder Art von Gelände mit hoher Geschwindigkeit unterwegs. Dies führte zwangsläufig zum Verschleiß der Fahrzeuge, so traten Risse in der Wanne und ausgeschlagene Radlager auf.

### Asien
Nachdem es zum Krieg mit Japan gekommen war, wurden einige Mk II repariert und an der indischen Ostgrenze zu Birma stationiert. Im Jahr 1943 wurden die Mk II dort bei einigen Kämpfe gegen die Japaner zusammen mit indischen Truppen einsetzt. 1944 wurden die letzten MK II aus dem Frontdienst herauszogen und an Ausbildungsstützpunkte abgegeben.

## Erhaltene Exemplare
Im britischen Panzermuseum in Bovington steht ein Fahrzeug des Mk IIA, welcher in Wüstentarnung lackiert wurde.
Ein zweiter Mk II im Panzermuseum Bovington ist in der oliv-grünen Werkstarnung zu lackiert.